# 維德拉達
47°52′8″N 29°33′1″E / 47.86889°N 29.55028°E
維德拉達（烏克蘭語：Відрада）是位於烏克蘭西南部的村莊，由敖德萨州波季利斯克区的巴爾塔市鎮負責管轄。該村始建於1786年，面積0.3平方公里，海拔高度197米，2001年人口43，人口密度每平方公里143人。